# シェイクスピアの上演

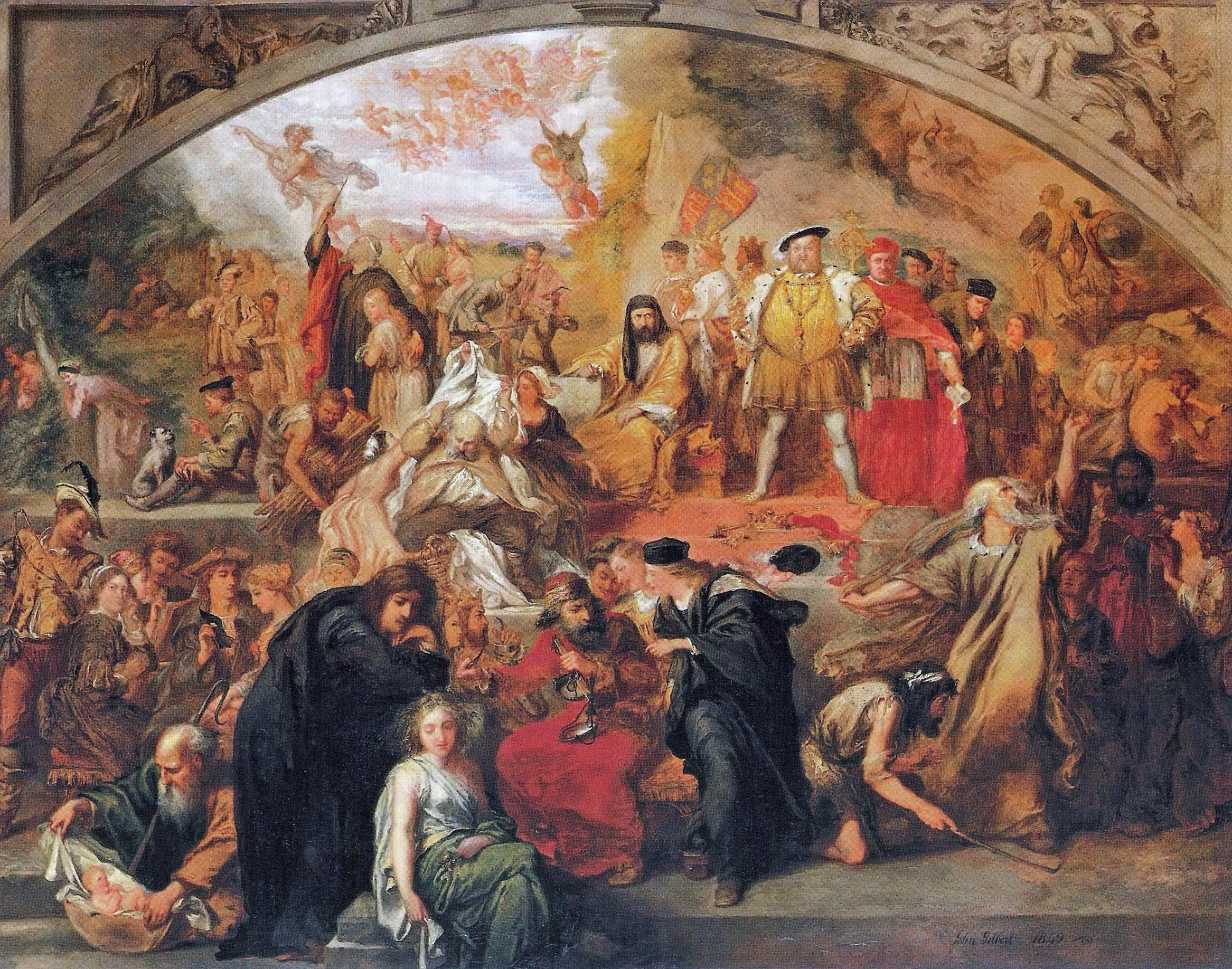
「シェイクスピアの戯曲」 ジョン・ギルバートの1849年の絵画ウィリアム・シェイクスピアの演劇のいくつかの場面と登場人物を含む

本項目では、舞台におけるウィリアム・シェイクスピアの上演の歴史を取り扱う。16世紀末以降、シェイクスピアの戯曲の舞台上演は数え切れないほど行われてきた。シェイクスピアの生前は、名作と言われる戯曲の多くは宮内大臣一座および国王一座によりグローブ座やブラックフライアーズ座で上演された。初演の役者としてはリチャード・バーベッジ(『ハムレット』、『オセロー』、『リチャード三世』、『リア王』の初演でタイトルロールを演じたと推定されている)、リチャード・カウリー、ウィリアム・ケンプなどがあげられる。
シェイクスピア劇は作者の死後も空位期間(1642–1660)が始まるまで継続的に上演されていたが、1642年にほとんどの一般向け上演はピューリタンの支配層により禁止された。イングランド王政復古の後、シェイクスピア劇は手の込んだ背景を使って芝居小屋で上演されるようになり、さらに音楽やダンスが取り入れられ、雷や波、花火などの効果も舞台で用いられるようになった。この時期にシェイクスピアの台本は上演のために「改作」・「改善」されたが、これは後世の人々にとってはショッキングなほど原作を尊重しないものであった。
ヴィクトリア朝のシェイクスピア上演は大がかりなもので、頻繁に場所が変わるため、凝った背景の転換によりしばしば芝居のペースが失われたが、20世紀にはこれに対して原典に立ち戻ったり、シンプルで抽象的なスタイルで上演する動きが起こった。

## シェイクスピアの生前の舞台上演
シェイクスピアが初期に作品を書いた劇団は、はっきりとは知られていない。『タイタス・アンドロニカス』の1954年版のタイトルページは3つの異なる劇団により演じられていたことを明らかにした。テムズ川の北のショアディッチにあるシアター座とカーテン座にて、ロンドンの人々は『ヘンリー四世』の一部を見るために群がった。シアター座の地主は、その劇団との契約を更新しないことを発表した。その団体は劇場を解体し、その木材をグローブ座を建設するのに使用した。サザークのテムズ川の南側の土手に俳優のために俳優によって初のロンドンの劇場が建てられた。グローブ座は1599年の秋にオープンした。それにともない『ジュリアス・シーザー』は初上演された作品のひとつだった。『ハムレット』、『オセロ 』、そして『リア王』を含むシェイクスピアの最も素晴らしい1599年の後の戯曲はグローブ座のために書かれた。

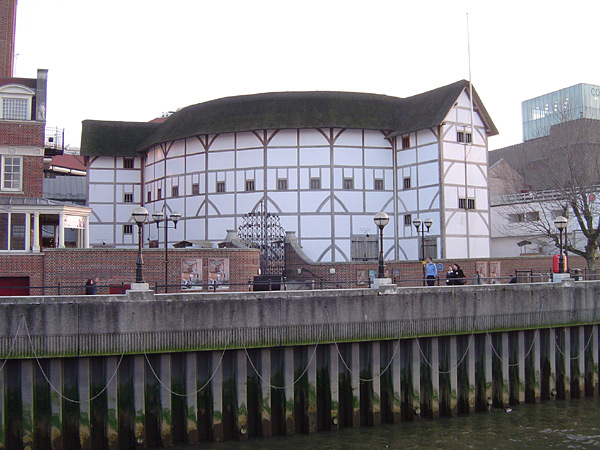
再建されたロンドンのグローブ座

グローブ座のような他のロンドンの屋根が開かれた公共の劇場は張り出し舞台を使用し、布の天蓋に覆われていた。ステージの後ろの2階建てのファサードの裏には楽屋があり、ファサード上部の窓には『ロミオとジュリエット』のバルコニーのシーンができるような場所があった。ファサード下座にあるドアは『テンペスト』の最後のような発見のシーンに使われていたのかもしれない。ステージのトラップドアは『ハムレット』の幽霊に関係する場面のような演劇効果のために演じる付随的な動きのために使用できた。このトラップドアの場所は「ヘル」と呼ばれそれと同様に上の天蓋は「ヘヴン」と呼ばれた。
演出と上演劇の特徴についてあまり知られていない。ステージの小道具は最小限度のものだったと思われる。けれども、衣装の材料は可能な限り手の込んだものだった。プロローグでロミオとジュリエットに言及した「2時間の上演」は架空のことではなかった。つまり、その都市の政府の反感のせいで正式に上演時間を制限することになった。劇団がどれほど深刻にそんな命令を受け入れたのか知られていないが、脚本は大急ぎで上演された。あるいは現存している台本は上演のために省略された。さらには両方だった可能性もある。
シェイクスピアの独自の演劇が上演されたほかの主な劇場はリチャード・バーベッジの父のジェームズ・バーベッジによって建てられた屋内の劇場の第二ブラックフライアーズ劇場だった。そして、ジェームズ・バーベッジは宮内大臣一座の団長だった。しかし、近隣住民はバーベッジに宮内大臣一座が演じるために劇場を使うことに対して何年間もバーベッジに抗議し続けた。ついに1608年に国王一座（その頃一団はこういう名前で知られていた）はその劇場の所有権を獲得した。
1603年に宮内大臣一座は国王一座に改名された。彼らはジェームズ一世の新しい宮廷において特別な関係に入った。上演記録はまばらにしか残存していなかった。しかし、国王一座は1604年の12月1日と1605年の8月の間宮廷で、『ヴェニスの商人』の2回の上演を含めシェイクスピアの戯曲の7本を上演したことが知られている。1608年の後に、一座は冬に屋内のブラックフライアーズ劇場で、夏にはグローブ座で7か月間上演した。ジェームス一世時代の贅沢に上演された仮面劇の流行と結びついた屋内のセットは、シェイクスピアにより入念なステージ装置を紹介するのを可能になった。そして、シェイクスピアにより入念なステージ装置を導入させることを可能にする新しい状況を作り出した。この劇場では、たとえば『シンベリン』においてジュピターはさまざまな特殊効果を使いながら降りてくることができた。屋内の劇場で演出された戯曲によってどうやら音響効果と音楽の使用もまたより多くなった。
1613年6月29日にグローブ座は『ヘンリー八世』の上演中に燃え上がった。上演中に作動した演劇用の大砲は不発だったが木製の梁と屋根ぶきの材料が燃えた。その出来事の現存しているわずかな文書のひとつによると、燃えているズボンを一本のエール瓶で消した男性を除くと負傷者はいなかった。シェイクスピアの上演の日付はその出来事があったためにすばらしい正確さで記述されている。ヘンリー・ワットン卿は上演の豪華さを記録している。その劇場は再建されたが、ロンドンにある他のすべての劇場のようにグローブ座は1642年にピューリタンによって閉鎖された。
シェイクスピアの一団にはリチャード・バーベッジ、ウィル・ケンプ、ヘンリー・コンドルそして、ジョン・ヘミングスなどの役者たちが所属していた。バーベッジは、『リチャード三世 』、『ハムレット』、『オセロ』、そして、『リア王』を含むシェイクスピアの戯曲のたくさんの初演で主役を演じた。人気のある喜劇俳優であるウィル・ケンプは他の作品の中で『ロミオとジュリエット』でピーター、そして、『から騒ぎ』でドッグベリーを演じた。彼は、16世紀の変わり目にロバート・アーミンによって引き継がれた。そして、ロバート・アーミンはたとえば『お気に召すまま』でタッチストンと『リア王』で道化を演じた。演出スタイルについてほとんど正しく分かっていない。批評家たちは最高の俳優を彼らの自然さを称賛した。ハムレットが示唆しているように、どなったりわめいたりする役者は軽蔑された。『ハムレット』において、劇作家はステージで即興をした道化師の不満を言う。現代の批評家はしばしばこの点において特にケンプを非難する。リチャード・タールトンによって絶頂に達したコメディのより古い伝統で、しばしば劇団の主な呼び物の道化師は喜劇の脇演技をつくることに責任があった。ジャコビアンの時代までにはユーモアの形は口頭のとんちに取って代わった。

## 空位期間と王政復古時代の演劇

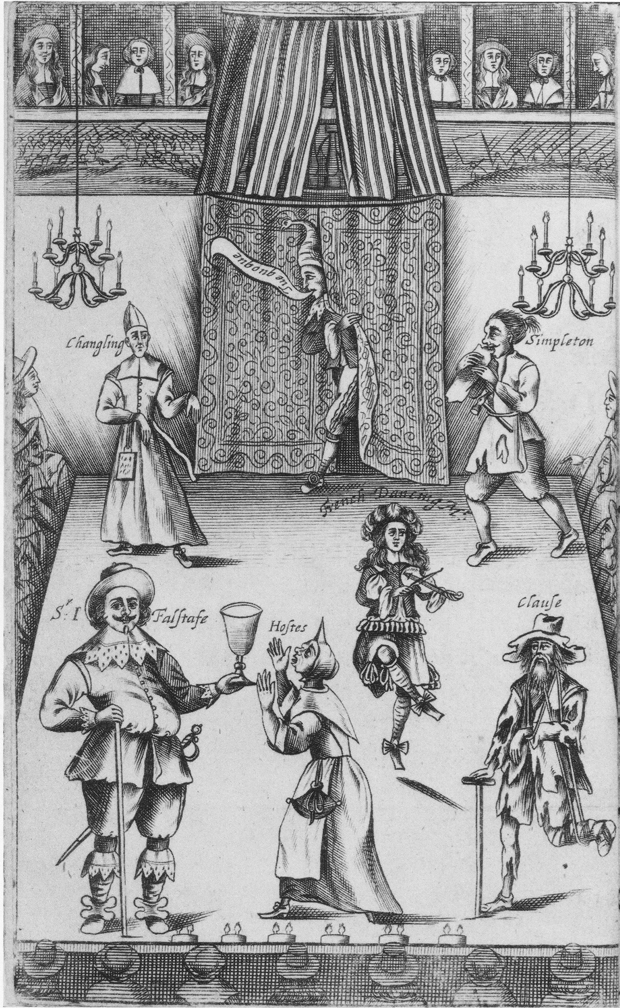
『ウィット』の口絵（1662年）、舞台上での笑劇を示している。そして、左下隅のフォルスタッフ。

シェイクスピアの戯曲は彼の死後、空位期間（1642年から1660年）まで上演され続けた。そして、その時、人前で行うほとんどの上演はピューリタンの支配者によって禁止された。ステージ、コスチューム、風景幕の使用を認められなかった間、役者はやはりなお、だいたい複数種類のジグで終わる大きな演劇の断片の笑劇を演じることによってどうにか仕事に精を出した。シェイクスピアは作品をこれらの場面のために利用された劇作家のうちの一人だった。シェイクスピアからとってきた笑劇の中で目立つのものは、『織工ボトム』（Bottom the Weaver、『夏の夜の夢』のボトムのシーンから) そして『墓掘人』（The Grave-makers、『ハムレット』の墓堀人の場面）だった。
1660年の王政復古でシェイクスピアの戯曲の権利は2つの新しい公認の劇団の間で分配された。つまり、トマス・キリグルーの国王劇団とウィリアム・ダヴェナントの公爵一座だ。その許可システムは200年間行われていた。つまり、1660年から1843年まで2つの主な劇団のみ定期的にロンドンでシェイクスピアを上演した。ダヴェナントはジョン・ローインとジョセフ・テイラーのような初期スチュワート朝の役者として知られていた。ダヴェナントはそれ以前の伝統との連続性を確立させた人物だった。従ってダヴェナントの役者に対するアドバイスは、以前の稽古方法を反映している可能性があるものとして関心を呼んでいる。
概して、しかしながら、革新は王政復古時代の劇団の当時の流行だった。けれども、ジョン・ダウンズは、国王一座には初めのうちはチャールズ一世時代の何人かの役者がいたと伝えている。しかしながら、両方の劇団は空位期間によって芝居の上演が余儀なく中断されてしまったせいで過去から分断された。王政復古時代の役者たちはよく18時から21時の夕方に額縁舞台で演じた。舞台装置と小道具はより精巧で変更可能なものとなった。あるいは、とりわけ女形をつとめていた少年俳優は女優にとって替わられた。比較的高価な屋内の劇場の観衆は、グローブ座の多様なしばしば手に負えない群衆よりもより裕福で高学歴で均質だった。ダヴェナントの一団はソールズベリー・コート劇場から始まった。それからリンカーンズ・イン・フィールズの劇場へ移り、ようやくドーセット庭園劇場に定着した。ギボンズテニスコート座で活動した後キリグルーは、ドルリー・レーンのクリストファー・レンの新しい劇場に定着した。両劇団の観客は演目がエリザベス1世時代の人たちが喜ぶこととは、かなり異なることを期待した。悲劇において彼らの好みは英雄劇になった。コメディにおいて彼らの好みは風習喜劇となった。パトロンはシェイクスピアが好きだったが、パトロンはシェイクスピアの戯曲が自分たちの好みに合うことを望んだ。
王政復古時の作家はパトロンの願いを聞き入れて自由にシェイクスピアの脚本を翻案した。ウィリアム・ダヴェナントとネイハム・テイトのような作家は、当時の感情に合うようにシェイクスピアの演劇のいくつかを書き直した。そして、それはフランシス・ボーモントとジョン・フレッチャーの上品なコメディや新古典主義演劇における三一致の法則を支持した。1681年にテイトはシェイクスピアの原作の悲劇をハッピーエンドに修正した改作の『リア王の歴史』を提供した。スタンリー・ウェルズによると、テイトの改作は「1681年から1838年までに実施されたあらゆる公演でシェイクスピアの台本にとってかわった。」そして、1838年にウィリアム・チャールズ・マクリーディはシェイクスピアの原文を短く再編成した『リア王』が上演された。テイトはエドガーとコーデリアの恋物語などを付け加えていた。
テイトの『リア王』は、シェイクスピアの悲劇の構想に無関心から生じたまずい発想の改作の例として依然として有名なままだ。テイトの才能は言葉の使い方ではなく、構成にあった。彼の書き入れた多くは、言葉は韻律に合いさえしない。彼の『リア王』は庶子エドマンドの最初の注意をひくようなスピーチとともに見事に始まる。そして、監獄にいるコーデリアのリアの勇敢な救出と王座への正義の復帰で終わる。一世紀以上もの間、演劇界は『リア王』や『ロミオとジュリエット』などのシェイクスピア悲劇についてテイトによる「ハッピーエンド」の改作を採用し、要求もしてきた。このようなテイトや演劇界の世界観は、社会における道徳観と、その社会において演劇や芸術が果たすべき役目に関して、考え方が大きく異なっていたことに起因するシェイクスピアの改作は、私たちのより卑しい本能に道徳的な鏡を上げることによる前向きな変化をさせる仲介者として演劇の責任を考える。啓蒙と理性の時代はシェイクスピアの道徳に反する「悲劇の構想」と彼の悲劇の作品が上演できないことを考えたからこそ、私たちが現在シェイクスピアの最も素晴らしい作品のいくつかと考えるもののテイトの改作は18世紀の間舞台を牛耳っていた。テイトの作品は今日、滅多に上演されない。けれども、1985年「ロナルド・レーガンの時代のリア」と呼ぶ人もいた『リア王の歴史』をリバーサイド・シェイクスピアカンパニーはシェイクスピアセンターにて上演を成功させた。
おそらく王政復古時代の結果のより典型的な例はダヴェナントの『恋人たちに厳しい掟』(The Law against Lovers)だ。『尺には尺を』の主な話の節と『空騒ぎ』の話のわき節が結合した1662年のコメディだ。その結果は王政復古時代の喜劇の特色の概観だった。ベアトリスとベネディックはクラウディオとヒーローに平行するように取り入れられた。つまり、最初から最後までの全体にわたって強調されている要素は機知に富んだ会話だ。そして、シェイクスピアの欲望に焦点を合わせた主題はずっと控えめに扱われた。その台本は3つの結婚とともに終わる。ベネディックはベアトリスと、クラウディオはヒーローと、そしてイザベラはイザベラの美徳への攻撃が策略であったアンジェロと結婚した。ダヴェナントはたくさんのつなぎのシーンを書いた。そして、英雄詩体二行連句としてシェイクスピアの韻文の多くを作り直した。
王政復古時代の劇作法の最後の特徴はシェイクスピアの台本に影響を与えた。亡命者がフランスで発展させたオペラの特色は同様にシェイクスピアのオペラに影響を与えた。ダヴェナントとジョン・ドライデンはオペラ『テンペスト、または魔法の島』(The Tempest, or, The Enchanted Island)を作った。彼らの作品はミランダの妹、ヒッポリトという女性を見たことがない男、最後に原作とは違うもうひとつの結婚を登場させた。オペラ化されたシェイクスピアのほかの作品は『夏の夜の夢』(1692年に『妖精の女王』として) とチャールズ・ギルドンの『尺には尺を』(手の込んだ仮面劇版)だった。
現在、どれほどそのような修正は悪い方へ行ったと思われているようであっても、その修正は王政復古時代の劇作家と聴衆に理解された。その劇作家はシェイクスピアに礼賛者としてではなく、劇場の専門家として近づいた。1668年にドライデンが述べているように、ボーモントやフレッチャーは人気があったが、シェイクスピアやベン・ジョンソンはそれほど上演回数が多くなく、シェイクスピアはそれらに時代遅れになったと思えた。けれどもほぼ全員、彼らはシェイクスピアの作品を改訂して最新のものにする必要があると思った。ほとんどのこれらの改訂された作品は舞台で失敗したけれども、多くは数十年間舞台で流行し続けたり、トマス・オトウェイのローマを舞台にした『ロミオとジュリエット』の改作は1680年と1744年の間舞台からシェイクスピアの原作を追いやったように。ボーモントとフレッチャーの舞台上演における占有率はだんだんと低下したが、18世紀初頭にレパートリー上演で重要な役割を果たしたのは主に改訂されたシェイクスピアの戯曲だった。

## 18世紀
18世紀においてはシェイクスピア劇の上演に3つの大きな変化があった。イングランドではスター・システムの発展により演技にも制作にも変化があった。18世紀の末にはロマン主義革命があらゆる芸術に影響を及ぼし、このため演技も影響を受けた。同時に役者もプロデューサーもシェイクスピアの台本に立ち帰るようになり、ゆっくりと王政復古期の改作を駆逐するようになった。世紀末になってようやく、シェイクスピア劇がグレートブリテン島外の地域アメリカ合衆国のみならず多くの大陸ヨーロッパの国々でも)上演レパートリーに組み込まれるようになった。

### ブリテン諸島

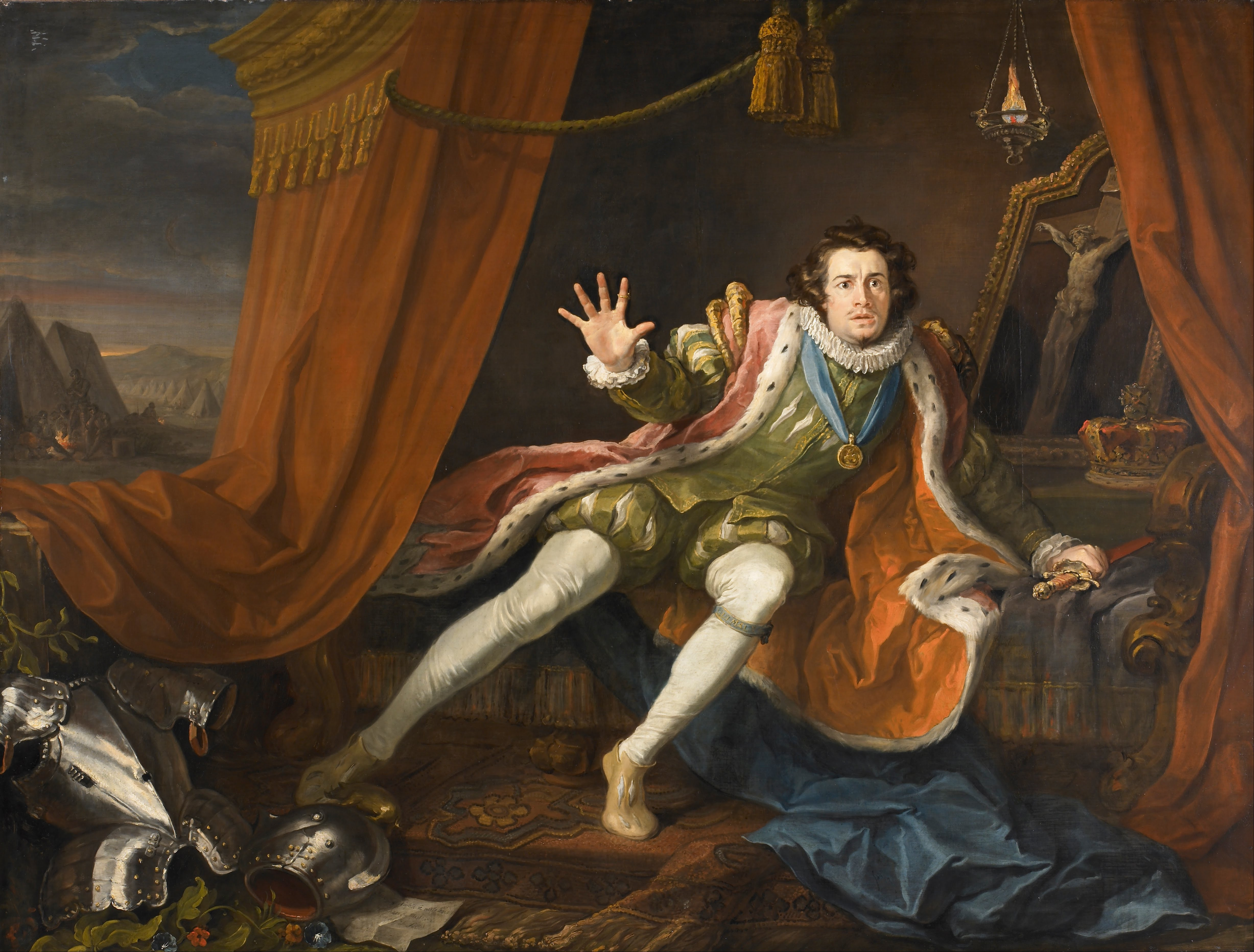
ウィリアム・ホガース、「リチャード三世に扮したデイヴィッド・ギャリック」(1745)、ウォーカー・アート・ギャラリー。ボズワースの戦い直前の天幕の場面で、リチャードが殺した人物の亡霊につきまとわれる。

18世紀にはシェイクスピアはロンドンの舞台で優位に立っており、一方でシェイクスピアの上演はどんどんスター俳優が出演する呼び物となっていった。1737年に演劇検閲法が施行された後、上演される芝居の4分の1はシェイクスピアになり、少なくとも2度、ロンドンのライバル劇場が全く同じシェイクスピアの芝居を同時期にかけ、集客も良好だったということがあった(1755年の『ロミオとジュリエット』と翌年の『リア王』)。これは演劇文化においてシェイクスピア役者がどんどん目立つ存在になっていったことのめざましい例であり、大きな呼び物となったのはコヴェント・ガーデンのスプランガー・バリーとドルリー・レーン劇場のデイヴィッド・ギャリックという二大男性スターのライバル関係であった。1740年代にはチャーリス・マックリンがマルヴォーリオやシャイロックのような役を演じ、デイヴィッド・ギャリックは1741年にリチャード三世の役で名をあげ、こうしたことによってシェイクスピアは大変な人気を博すようになった。ギャリックは1747年から1776年までの間に26作シェイクスピア劇を上演することになり、1769年にはストラトフォード＝アポン＝エイヴォンでシェイクスピア・ジュビリー祭を開催した。しかしながらギャリックは自由にシェイクスピアの作品を翻案しており、『ハムレット』について「あの高貴な芝居を、がらくたまみれの第五幕から救わずに舞台を離れることはしないと誓いました。墓掘りの冗談やオズリック、フェンシングの試合はなくして上演します」と言っていた。どうやら、30代後半のバリーやギャリックがあるシーズンは若きロミオを、翌シーズンは老いたリア王を演じることについて差し障りがあるとは考えられていなかったようである。18世紀において、芝居を真に迫ったものにするためには役者が身体的に役に適していることが必要だとは考えられていなかった。このことは、40歳のセオフィラス・シバーが十代の自分の娘ジェニーのジュリエットを相手にロミオ役をつとめた1744年の『ロミオとジュリエット』上演で典型的に示されている。

### 大陸ヨーロッパ
シェイクスピア劇の中には、作者の存命中に大陸ヨーロッパで上演されたものもあるのではないかと言われている。ルートヴィヒ・ティークの指摘によると、『ハムレット』その他の芝居について、来歴は定かではないが確かに非常に古いドイツ語版台本が存在していた。しかしながらシェイクスピア劇がドイツの舞台に定期的にかかるようになったのは18世紀半ばのことであった。ドイツではゴットホルト・エフライム・レッシング、ヨハン・ヴォルフガング・フォン・ゲーテ、ヨハン・ゴットフリート・ヘルダーなどがシェイクスピアを論じている。フランスではヴィクトル・ユーゴーがグロテスクの芸術家としてシェイクスピアを賞賛した。

## 19世紀
19世紀には劇場も上演用背景もますます手の込んだものになり、上演用の台本はペースやアクションを犠牲にしてでも独白やスターをさらに目立たせるため徐々にカット・再構成されるようになっていった。背景を変えるためしばしば上演を中断せざるをえず、このためもっと上演が遅くなり、耐えられる長さに上演時間を保つためさらなるカットが必要とされるようになった。シェイクスピア劇はかなりのカットなしでは上演できないほど長いという原則が広く受け入れられるようになった。17世紀の役者はエプロン部分にのって前に出て観客と接触することができたが、こうしたものがなくなったため、役者は第四の壁、プロセニアム・アーチの後ろにずっととどまるようになり、オーケストラピットによってより観客から遠ざけられるようになった。
ヴィクトリア朝のシェイクスピア上演はしばしば歴史に「忠実な」衣装やセットを用いて絵画的効果を追求した。『アントニーとクレオパトラ』における海戦や船に関する場面の上演はその目覚ましい例であるとされている。この結果、非常にしばしば芝居のペースがめちゃくちゃになった。19世紀末になってくると、ウィリアム・ポウルがこうした荘重なスタイルに反発を示した。張り出し舞台を用いた一連の「エリザベス朝ふうの」上演において、ポウルは芝居の構造に新たに注意を払った。
19世紀を通しては伝説的な役者が多数現れ、出演する芝居よりもこちらが注目されがちである。サラ・シドンズ(1755—1831)、ジョン・フィリップ・ケンブル(1757—1823)、ヘンリー・アーヴィング(1838—1905)、エレン・テリー(1847—1928)などである。正統的な演劇においてスターになることはまず「偉大なシェイクスピア役者」であることを意味するようになり、男優にとってはハムレット、女性にとってはマクベス夫人を演じて名をあげ、とくに華麗な独白を美しくやり遂げることが重視された。シェイクスピア上演におけるスペクタクル、スター、独白などの絶頂期は、役者兼マネージャーであるヘンリー・アーヴィングとその共演者エレン・テリーが君臨した時代であった。この2人による上演は凝った舞台でしばしばオーケストラによる付随音楽がついており、1878年から1902年までロンドンのライシーアム劇場で実施されていた。同時にルーツとしてのシェイクスピアの原典、張り出し舞台、背景の無い流動的なエリザベス朝演劇の場面転換に回帰するという革命的な動きがあり、これについてはウィリアム・ポウルのエリザベサン・ステージ・ソサエティが影響力を持った。

## 20世紀
20世紀初頭にはハーリー・グランヴィル＝パーカーがクォート版とフォリオ版の台本をほぼカットせずに演出した。一方でエドワード・ゴードン・クレイグなどは抽象的な上演を主張した。どちらのアプローチも今日見られる様々なシェイクスピア上演のスタイルに影響を与えている。さらに20世紀においてはさまざまなシェイクスピア劇の視覚表現が誕生した
ゴードン・クレイグが1911年の『ハムレット』のために行ったデザインはキュビスムの影響を受けた画期的なものであった。クレイグは空間をシンプルな平面の枠張り物で規定した。モノクロームのキャンバスを木枠に広げ、自立できるよう、一緒に蝶番でとめた。こうした平面の枠張り物による構成はクレイグが独自に編み出したものではなかったが、これをシェイクスピア上演に適用するというのは全く新しいことであった。枠張り物はいろいろな配置に並べることができ、このおかげでヨーロッパやアメリカのどの劇場でも普通に使える物品や手法を用いて建築物や石のような抽象的構成物を真似て作るテクニックが生みだされた。
20世紀のシェイクスピア劇の背景における2度目の大きな転換点は、バリー・ヴィンセント・ジャクソンがバーミンガム・レパートリー・シアターで上演した1923年の『シンベリン』であった。このプロダクションは現代の衣装による上演というアイディアをシェイクスピア劇に再導入したという点で画期的なものであった。第一次世界大戦前にもいくつか小規模な例があったため、この上演が最初の現代の衣装による上演というわけではなかったが、『シンベリン』ははじめて露骨なやり方でこの仕掛けに注目を集めたプロダクションであった。ヤーキモーは賭けにイブニングドレスを着て登場し、宮廷の人々は軍服で、返送したイモジェンはニッカーボッカーズに縁なし帽をかぶっていた。批評家はこのプロダクションについて「プラスフォアーズのシェイクスピア」というキャッチフレーズを考案した。この実験はそこそこ成功し、演出家のH・K・エイリフは2年後に『ハムレット』を現代の衣装で上演した。こうしたプロダクションのおかげで今日ではおなじみの現代の衣装によるシェイクスピア上演への道が開かれた。
1936年にオーソン・ウェルズが連邦劇場計画により雇用され、ハーレムにおいて全員アフリカ系アメリカ人のキャストで『マクベス』を演出した。ウェルズはアフリカの魔術に完全にコントロールされている邪悪な王が治めている19世紀のハイチに舞台を変更したため、この上演は『ヴードゥー・マクベス』として知られるようになった。当初は敵意ある反応を示していたが、黒人コミュニティはこの上演に大変好意を示すようになり、ラファイエット劇場が10週間満員になった結果、ブロードウェイでもいくぶん成功をおさめて全国ツアーまで行われた。
20世紀においてシェイクスピア劇の設定を変更するトレンドを取り入れた他の注目すべき上演としては、H・K・エイリフによる1928年の『マクベス』(第一次世界大戦の戦場)、オーソン・ウェルズによる1937年の『ジュリアス・シーザー』(ニュルンベルクのナチ党大会)、デイヴィッド・サッカーによる1994年の『コリオレイナス』(フランス革命期の衣装を使用)などがある。
1978年、ロイヤル・シェイクスピア・シアターにて『じゃじゃ馬ならし』の脱構築的な上演が行われた。主要キャラクターが観客の間を通って舞台まで歩き、酔っ払った演技をして性差別的な言葉を叫び、背景を引き裂く(すなわち脱構築する)。報道が行われた後も、自分は本当に役者が暴れているのを見ていると思い込んで上演から逃げ出す観客がいた。

## 21世紀
UKのロイヤル・シェイクスピア・カンパニーは21世紀に2つ、大きなシェイクスピアフェスティバルを行った。最初のものは2006年から2007年にかけての全作品上演であり、シェイクスピアの戯曲と詩の全てを舞台にかけた。2つめは2012年の世界シェイクスピアフェスティバルである、これは2012年のロンドンオリンピック文化プログラムの一部で、世界中から数千人ものパフォーマーを集めて70本近い上演を行った。ここで行われた上演の半分以上はグローブ・トゥ・グローブ・フェスティバルに参加したプロダクションであった。このフェスティバルのプロダクションはすべてシェイクスピア研究者、演劇人、ブロガーによってレビューされており、「イヤー・オブ・シェイクスピア」プロジェクトと呼ばれている。
2009年5月にジュード・ロウがタイトルロールをつとめる『ハムレット』がウィンダム劇場ウエスト・エンドシーズンの一環としてドンマー・ウエアハウスで開幕した。ロウのほかにはロン・クック、ピーター・エア、グウィリム・リー、ジョン・マクミラン、ケヴィン・マクナリー、ググ・バサ＝ロー、マット・ライアン、アレックス・ウォルドマン、ペネロープ・ウィルトンが出演した。このプロダクションは6月3日に正式に開幕し、2009年8月22日まで続いた。2009年8月25日から30日まではデンマークのエルシノア城でも上演され、ニューヨークではブロードウェイのブロードハースト劇場でも上演された。
劇団プロペラは世界中でオールメールのシェイクスピア上演を行っている。フィリダ・ロイドはロンドンで継続的にオールフィメールキャストによる上演を行っている。

## シェイクスピア映画
シェイクスピアは最も多く映画化された作家である。映画化作品、とくにティーンの観客向けにマーケティングされているハリウッド映画の中には、ダイアローグではなくプロットだけを用いたものもあり、一方で戯曲を簡略化したような映画化もある。

## 衣装とデザイン
シェイクスピア劇は初演時点では当時の服装で上演されていた。役者は舞台の外でも見受けられるような服装で演じていた。この潮流は18世紀、ジョージアン時代まで続いており、この時期までは当時のファッショナブルな服装が衣装として採用されていた。シェイクスピアの死の数世紀後、19世紀になってはじめて、過去を振り返ってシェイクスピアのスタイルに「忠実に」上演しようという動きが始まった。ヴィクトリア朝の人々は歴史的な正確さに魅せられており、教養あるミドルクラスの人々にアピールするため、この潮流が舞台にも及んだ。チャールズ・キーンはとくに歴史的コンテクストに関心を抱いており、自分のプロダクションのため過去の衣装やセッティングを調査するのに長い時間を費やした。20世紀までには人工的にシェイクスピアの時代を模倣したスタイルができあがっていた。21世紀の時点においては、舞台においても映画においても歴史に「忠実な」衣装をまだ用いている上演はたいへん少なくなっているが、1990年頃までは事実上ほぼ全てのシェイクスピア劇の台本に忠実な映画化作品において正確な時代考証に基づく衣装が用いられていた。このパターンを破った最初の英語の映画は1995年の『リチャード三世』であり、時代を20世紀にアップデートしてリチャードとその支持者たちにナチスを思わせる衣装を着せつつ、シェイクスピアのダイアローグは変更せず制作した。

## 関連文献
- 市川真理子『シェイクスピアのオリジナル・ステイジング 楽屋正面壁の構造と使用方法』小鳥遊書房、2024年。